# Desmunt
En enginyeria civil s'anomena desmunt (o també terrabuit, en oposició a terraplè) a l'excavació de terra que es realitza en un determinat entorn per tal de rebaixar la rasant del terreny, reduint així la seva línia de cota i aconseguint formar un pla de suport adequat per a executar una obra.

## Sistemes constructius
Hi ha diversos mitjans constructius per a realitzar un desmunt, que generalment solen dependre de la natura geològica-geotècnica del terreny. Així, per exemple, en un terreny sorrenc, argilós, o de materials disgregats, sol ser suficient realitzar l'excavació mitjançant una retroexcavadora, o una pala carregadora frontal. No obstant això, en aquells terrenys la naturalesa és rocosa, pot arribar a ser necessari emprar explosius per efectuar un desmunt. En els casos intermedis, n'hi pot haver prou amb utilitzar retroexcavadores amb martell pneumàtic.

## Talús
L'angle del talús amb què es pretén executar el desmunt també depèn del factor geotècnic. Els terrenys solts requeriran talussos més estesos (de menor pendent), generalment aproximant-se a l'angle de fregament intern del material d'excavació. D'altra banda, els terrenys rocosos permetran, en general, talussos verticals o sub-verticals, sempre que es tracti de roca sana, ja que en cas contrari, dependria del cabussament de la diàclasi.
L'objectiu de qualsevol obra és reduir els costos de construcció al màxim, motiu pel qual generalment resulta interessant que els desmunts siguin el més verticals possibles. Amb això es pretén minimitzar els volums d'excavació i moviment de terres, factors que solen estar associats a elevats costos econòmics, així com reduir al màxim l'ocupació de les obres, i per tant, les superfícies d'expropiació.

## Mètodes d'estabilitat de talussos
Atès que, com s'ha indicat prèviament, l'objectiu constructiu en l'execució de talussos és aconseguir un talús el més vertical possible, hi ha diversos mitjans per millorar el pendent, millorant l'estabilitat del talús executat.